# Архитектурное наследие А. А. Шодэ

## Здание пансиона-приюта для детей потомственных дворян
Первая из известных построек в Симбирске, спроектированная архитектором А. А. Шодэ (в соавторстве с архитектором Э. В. Спаннером) — здание дворянского пансиона-приюта на ул. Стрелецкой (ныне Площадь Ленина, 2).
25 мая 1899 года был принят Закон об открытии в городах России пансионов-приютов для детей потомственных дворян. 20 декабря симбирское дворянство на чрезвычайном собрании составило на имя императора Николая II «всеподданнейший адрес» с ходатайством разрешить построить в Симбирске здание пансиона и выделить на это средства. В 1900 году была образована строительная комиссия под председательством губернского предводителя дворянства В. Н. Поливанова. Земельный участок под здание отвели в самом центре города. Торжественная закладка здания пансиона состоялась 6 мая 1902 года, в день рождения императора Николая II. Основной объём строительных работ был завершён осенью 1902 года. Здание дворянского пансиона было выполнено в характерных для начала XX века эклектических формах с заимствованием элементов классицизма. Проект был составлен с учётом расположенных рядом уже существующих «классических» зданий Дворянского собрания, присутственных мест и Губернаторского дома.
Торжественное открытие дворянского пансиона-приюта в Симбирске состоялось 16 декабря 1903 года.
В 1907 году одноэтажный объём с северо-западной стороны здания был надстроен вторым этажом.
В 1909 году было решено возбудить ходатайство об открытии в здании пансиона-приюта всесословной мужской гимназии, 4 мая 1911 г. последовало распоряжение Министерства народного просвещения об открытии Второй Симбирской мужской гимназии с дворянским пансионом-приютом имени императора Николая II. Торжественное открытие гимназии состоялось 8 сентября.
В 1913 году гимназическое здание расширилось — с северо-восточной стороны появилась двухэтажная пристройка.
В ноябре 1918 года вторая мужская гимназия была переименована в 8-ю советскую школу I и II ступени. В 1920-х годах здесь была 3-я советская школа (ныне Мариинская гимназия), политехнические курсы (ныне Ульяновский колледж градостроительства и права) и библиотека. Во время гражданской войны в здании размещался военный госпиталь № 1107, сюда на встречу к раненым красноармейцам приезжал М. И. Калинин. В 1932 году бывшую гимназию отдали педагогическому институту, сейчас это корпус факультета иностранных языков Ульяновского государственного педагогического университета имени И. Н. Ульянова.
Внешний вид здания сохранился без особых изменений с момента его последней перестройки 1913 года, утрачено лишь парапетное ограждение на крыше.

## Здание Симбирского отделения Государственного банка
В 1901 году было получено разрешение на строительство нового здания Симбирского отделения Государственного банка, открытого в 1864 году. Эскиз здания, выполненный архитектором Государственного банка Р. П. Голенищевым, был утверждён 22 февраля 1903. Проектирование здания банка было поручено архитектору А. А. Шодэ. Осенью 1903 года в строительную комиссию был представлен проект и смета, к работам приступили весной 1904 года.
Здание Симбирского отделения Государственного банка на Большой Саратовской улице (ныне ул. Гончарова, 10) было открыто 30 октября 1905 года.
К 1908 году на участке, закреплённом за банком, значились четыре дома и три хозяйственных службы. В 1915 году был проведён капитальный ремонт всех существующих на тот момент банковских строений, возведена высокая ограда со стороны улицы Комиссариатской (ныне ул. Кузнецова). В 1916 году построена кладовая для хранения серебра.
В 1918 году дореволюционный Государственный банк вместе со всеми отделениями ликвидировали. Взамен появился Советский Государственный банк и, соответственно, его симбирское отделение, разместившееся в тех же зданиях. В 1919 году банковское учреждение перевели в другое место, а здесь обосновался Губернский финансовый отдел. В 1935 году здание отдали Дворцу пионеров, в 1947 году бывшее операционное помещение переоборудовали в зрительный зал со сценой. С 1970 года и по сей день в бывшем банковском здании находится Ульяновский областной театр кукол.

## Дом-особняк барона Х. Г. фон Штемпеля
В 1905—1906 годах на усадьбе барона Х. Г. фон Штемпеля на ул. Покровской по проекту архитектора А. А. Шодэ был выстроен двухэтажный каменный Дом-особняк Х. Г. Штемпеля (ныне ул. Льва Толстого, 51).
Двухэтажный с подвалом особняк выполнен в формах поздней эклектики, расположен с отступом от красной линии улицы Льва Толстого и отделён от неё небольшим палисадником со строгой металлической оградой на каменных столбах и цоколе. Такое местоположение главного дома на усадьбе — редкий пример для симбирской архитектуры того периода.
В 1918 году здание было национализировано, здесь размещались различные учебные заведения, в частности, школа имени Карла Маркса (ныне Гимназия № 1), в 1941—1969 годах — Ульяновский филиал Центрального музея В. И. Ленина. С 1970 года и в настоящее время особняк занимает филиал Ульяновского областного художественного музея: в начале это была картинная галерея «В. И. Ленин в изобразительном искусстве», с 1992 года — «Художественная галерея искусства двадцатого века», с 1997 года — «Музей современного изобразительного искусства им. А. А. Пластова». В настоящее время «Музей изобразительного искусства XX–XXI веков», филиал Ульяновского областного художественного музея.

## Ремесленная школа в селе Белое Озеро
В 1908 году в селе Белое Озеро Сенгилеевского уезда Симбирской губернии (ныне с. Белое Озеро (Белолебяжье) Майнского района Ульяновской области) по проекту А. А. Шодэ на средства местной помещицы ротмистрши О. А. Исаковой был выстроен комплекс ремесленной школы.
В 1903 году симбирский архитектор С. Н. Огонь-Догановский составил проект и смету на постройку двухэтажного деревянного здания училища и каменной кузницы. Школу определено было именовать «Исаковской».
Комиссия по строительству приняла решение здания возводить из кирпича. Переработать чертежи и смету было поручено архитектору А. А. Шодэ. Новый проект был утверждён в Петербурге 12 сентября 1906 года. Летом 1907 года четыре каменных здания и деревянный амбар были готовы. Один корпус предназначался для ученического интерната, квартир заведующего и его помощника, в остальных размещались классные комнаты и другие школьные помещения.
Торжественное освящение и открытие Белозёрской четырёхклассной ремесленной школы состоялось 6 августа 1908 года. В 1909 году на территории школы были построены деревянные флигели для подмастерьев и учителя общеобразовательных предметов, деревянные хозяйственные службы, вырыт колодец.
После 1917 года в училищном комплексе размещалась обычная школа. В настоящее время здесь находится коррекционная школа-интернат.

## Дом князя М. Н. Ухтомского
А. А. Шодэ занимался реконструкцией усадьбы на улице Покровской (ныне ул. Льва Толстого), приобретённой князем М. Н. Ухтомским в ноябре 1906 года. На протяжении 1907—1908 годов были построены деревянный двухэтажный дом, деревянный одноэтажный флигель и каменные службы. Все постройки спроектированы в едином стиле, с элементами классицизма и модерна.
В середине 1990-х годов проводилась реставрация и реконструкция бывшей усадьбы Ухтомских. Фасады главного дома были отреставрированы в соответствии с проектом А. А. Шодэ, внутренняя планировка изменена. В интерьере центральной лестничной клетки и на потолках квартир сохранился лепной декор. Каменные хозяйственные службы были выстроены заново, практически полностью повторив оригинал. Нынешний внешний облик флигеля не в полной мере соответствует чертежам А. А. Шодэ.
Все усадебные постройки до сегодняшнего дня используются по своему первоначальному назначению.

## Дом-особняк А. А. Сачкова
Одна из самых привлекательных построек А. А. Шодэ — бывший Дом-особняк купца А. А. Сачкова, полученный им в наследство от отца, А. Д. Сачкова, на улице Льва Толстого, 73 (быв. ул. Покровская).
В 1908 году для разработки проекта реконструкции усадьбы купец А. А. Сачков пригласил архитектора А. А. Шодэ. Главный дом был облицован кирпичом и расширен за счёт пристройки со двора и мезонина, выстроенного над частью одноэтажного дворового объёма. Появились новые строения: гараж для автомобиля (А. А. Сачков в то время был одним из трёх владельцев автомобилей в Симбирске), помещение для кучера, каретник, конюшня, дровяник, ледник с каменными сводами, курятник.
Купеческий особняк построен в стиле поздней эклектики. Особую роль архитектор отвел главному фасаду, украсив его декоративными деталями в виде женских головок в овалах люкарн, львиных масок по углам кровли, ажурного металлического ограждения балконов и парапета, столбики которого оформлены вазонами. Лицевая плоскость стены второго этажа облицована тёмно-зелёной глазурованной плиткой. Со стороны дворового фасада сооружена выходящая в сад терраса.
В 1918 году дом А. А. Сачкова был национализирован. В 1920-е годы здесь размещался губернский отдел Государственного политического управления; в конце 1950-х годов часть помещений бывшего купеческого дома занимала медсанчасть комитета госбезопасности; в 1960-х годах после реставрации особняк был отдан под правительственную гостиницу; в конце 1980-х годов — под филиал Московского государственного университета. В настоящее время здесь располагается Симбирское епархиальное управление.
Со времени реализации проекта А. А. Шодэ архитектурный облик здания претерпел некоторые изменения: со стороны двора утрачен балкон, парапетная металлическая решётка сохранилась лишь на западном фасаде. На сегодняшний день из всех усадебных построек сохранились основной дом, флигель и соединяющее их ажурное металлическое ограждение на каменных столбах и невысоком цоколе.

## Дом М. П. фон Брадке
В 1909 году архитектором А. А. Шодэ был изготовлен проект реконструкции усадьбы М. П. фон Брадке на улице Покровской (ныне ул. Льва Толстого, 43, 43а). После перестройки деревянный на каменном полуэтаже жилой дом приобрёл совершенно новый облик. Дом и хозяйственные службы были выполнены в стиле модерн.
В 2001 году дом был отреставрирован. По чертежам А. А. Шодэ с незначительными изменениями восстановлен каретник, благоустроен двор.
Осенью 2006 года в бывшем доме М. П. фон Брадке был открыт музей «Архитектура эпохи модерна в Симбирске», один из залов которого посвящён жизни и творчеству архитектора Августа Августовича Шодэ.

## Начальное училище в селе Акшуат
В 1867 году помещик Н. И. Поливанов в своём имении — селе Акшуат Карсунского уезда Симбирской губернии (ныне с. Акшуат Барышского района Ульяновской области) открыл мужское училище.
В 1908 году уездные власти приняли решение выстроить для учебного заведения новое каменное здание. Проект был составлен А. А. Шодэ.
9 мая 1909 года состоялась закладка первого камня, 1 октября — торжественное открытие училища.
В настоящее время в здании размещается Дом культуры.

## Здание амбулатории и ветеринарной лечебницы при Симбирской уездной земской управе
Здание амбулатории для приходящих больных и ветеринарной лечебницы при Симбирской уездной земской управе было построено на улице Сенной (ныне ул. Дмитрия Ульянова, 4) в 1909—1911 годах по проекту архитектора А. А. Шодэ.
Усадьба уездного земства занимала угловое положение при пересечении улиц Спасской (ныне ул. Советская) и Сенной. Здесь уже находились два здания, выстроенные в 1888—1889 годах по проекту инженера путей сообщения М. Г. Алякринского — здание управы (ныне ул. Спасская, 17/10) и арестный дом (ныне ул. Дмитрия Ульянова, 8).
При проектировании амбулатории А. А. Шодэ в полной мере учёл стиль, формы, строительный материал этих существующих построек, благодаря чему созданные в разное время и разными авторами здания воспринимались как единый архитектурный ансамбль. Амбулатория «воспроизводит облик светской постройки, ассоциирующейся с боярско-дворянскими палатами или богатыми посадскими домами XVII века». В основном здание сохранило свой первоначальный облик.
После национализации в 1918 году в основном здании некоторое время находились уездная амбулатория и скотолечебница Уземотдела, затем областная санитарно-эпидемиологическая станция, позднее Центр Госсанэпиднадзора. С 2005 года здесь размещается территориальное управление Роспотребнадзора по Ульяновской области.

## Дом врача П. С. Петрова
Проект 1911 года реконструкции жилого дома врача Симбирского уездного земства П. С. Петрова составил А. А. Шодэ. Построенный в 1878 году «деревянный на подвальном этаже дом» располагался на усадьбе в Зотовском переулке (ныне пер. Кузнецова, 14).
Архитектор ориентировался на каноны популярного в то время стиля модерн — асимметричный уличный фасад, рельефная пластика стен с выступами и углублениями. Дом был облицован кирпичом, углы обработаны огибающими рустованными лопатками, фриз оформлен нишами. Со стороны двора был пристроен двухэтажный деревянный объём, оштукатуренный с имитацией под кирпичную кладку, на уровне второго этажа находилась застеклённая балконная дверь. Именно эта «дворовая» пристройка с мезонином, завершающаяся шатровой башенкой с декоративным узорчатым металлическим гребнем, придала зданию особую выразительность. Одновременно с домом в дворовой части усадьбы по проекту А. А. Шодэ были выстроены деревянные холодные службы
В 1980-е годы в здании размещались Дом архитектора, клуб деловых людей, затем кафе, МП «Универсал», страховая компания «Дина». В настоящее время — офисное здание.
В 1993 году в пожаре были уничтожены мансарда и верхняя кровля здания. В результате реконструкции здания в середине 1990-х годов облик дома заметно изменился.

## Дом-памятник И. А. Гончарову
Дом-памятник Гончарову был создан в 1916 году. Проект дома-памятника разрабатывался на конкурсной основе в 1912 году, особое внимание было уделено поиску архитектурно-художественного образа. Проект, разработанный вне конкурса известным симбирским архитектором А. А. Шодэ привлёк внимание комиссии оригинальностью внешнего вида, рациональностью планировки.
- Дом-памятник Гончарову.
- Проект Дома-памятника Гончарову (1912).

## Памятник императору Александру II
В 1913 году по инициативе и под председательством симбирского губернатора А. С. Ключарёва был создан юбилейный комитет по празднованию 300-летия Дома Романовых. Первоочередным мероприятием значилось сооружение памятника императору Александру II. Средства начали собирать по всесословной подписке. Место для памятника было выбрано в самом центре города на пересечении улиц Гончаровской (ныне ул. Гончарова), Панской (ныне ул. Энгельса) и Чебоксарской (ныне ул. Бебеля).
К концу декабря 1914 года проект памятника работы А. А. Шодэ был утверждён. 7 февраля 1915 года на общем собрании юбилейного комитета была одобрена доставленная из Петрограда изготовленная в металлолитейном заведении Э. Э. Новицкого уменьшенная металлическая модель фигуры императора, выполненная по эскизам выдающегося русского скульптора академика А. М. Опекушина.
В июне 1915 года приступили к закладке фундамента. В конце октября 1915 года в Симбирск доставили бронзовую статую императора Александра II, высотой около 3,3 метров, изготовленную на известной художественно-бронзово-литейной фабрике А. М. Морана в Петрограде. Пьедестал и подходы решено было изготовить из местного цемента Симбирского земского завода и мраморной крошки, привезённой из Крыма. Облицовку постамента выполнял мастер по лепнине Е. И. Островцев. Выделка искусственного мрамора производилась прямо на месте установки монумента. Всеми работами руководил А. А. Шодэ.
6 октября 1916 года статуя императора Александра II была установлена на пьедестал. Окончание работ планировалось на апрель 1917 года, но помешали события Февральской, а затем и Октябрьской революций. Памятник убрали в октябре 1918 года.
Осенью 1918 года было запланировано на месте «свергнутого императора» установить гипсовый памятник-бюст Карлу Марксу. Летом 1928 года на «царском» пьедестале установили гипсовую скульптуру В. И. Ленина. В 1929 году статую убрали, разобрали пьедестал.
В июле 1999 года на месте памятника был установлен и освящён деревянный «Поклонный памятный крест в честь 2000-летия Рождества Христова», а в 2006 году его заменили стилизованной металлической часовней в память разрушенных в 1930-е годы симбирских соборов.

## Чугунолитейный завод Андреевых (Автомобильный завод Пузырёва)
Симбирский механический чугунолитейный завод купца В. И. Андреева, располагавшийся в южной части города на улице Сенгилеевской (ныне ул. Кирова, 103), был основан в 1826 году и относился к числу старейших заводов в России. Завод входил в число ста сорока механических заведений страны, имеющих своё литейное производство. Симбирский завод был основан на передовой по тем временам технологии и снабжал своим чугуном и литьём множество механических заведений Симбирской и соседних губерний. Продукцию завода составляли сельхозорудия.
К 1910-м годам Андреевский завод пришёл в упадок — производство практически остановилось. В апреле 1916 года завод со всей его территорией выкупила петроградская фирма «Русский автомобильный завод Пузырёва». Началась реорганизация завода с приспособлением его под производство двигателей для автомобилей, аэропланов, подводных лодок и лёгких судов.
В июне 1916 года «под наблюдением архитектора А. А. Шодэ спешно производится ремонт и перестройка старого каменного корпуса и воздвигаются вновь каменные корпуса». К осени 1916 года к эксплуатации был готов главный кирпичный корпус с литейной, кузницей, производственным цехом и испытательной станцией. Построили помещения для формовочной, сушилки и машинного отделения.
В августе 1917 года наследники генерала И. П. Пузырева объявили о продаже предприятия. В 1918 году Губернский исполнительный комитет принял решение о ликвидации завода и открытии здесь ремонтных мастерских. В 1920-х годах был образован механический завод «Металлист». В 1944 году на его базе и на базе цехов эвакуированного осенью 1941 года Московского автомобильного завода был сформирован Ульяновский моторный завод, просуществовавший до начала 1990-х годов.
В настоящее время здания руинированы.

## Дом-особняк купца Н. Я. Шатрова
Дом Н. Я. Шатрова — особняк известного симбирского купца, фабриканта и мецената Н. Я. Шатрова, построенный в начале 1900-х годов на улице Никольской (ныне ул. Гимова, 3) — одно из самых красивых зданий города Симбирска-Ульяновска. Известен как Дворец бракосочетания. Расположен он в одном из исторических уголков в центральной части города, по соседству со зданием Городской управы (постройка 1840-х годов) и домом дворян Языковых (конец XVIII века).
Автор проекта здания неизвестен. Существует общепринятое мнение, что им был архитектор А. А. Шодэ. Основанием послужило сходство в оформлении фасадов и внутренней планировки здания и других построек этого архитектора, например, дома купца А. А. Сачкова (ныне ул. Льва Толстого, 73). Возможно, А. А. Шодэ дорабатывал или переделывал уже существующий чей-то проект.
В мае 1901 года Городской управой был утверждён проект постройки каменного особняка купца Н. Я. Шатрова. Предположительно, часть каменных конструкций старого дома были использованы при строительстве нового здания.
На начало 1910-х годов сформировался целостный усадебный комплекс: каменный дом-особняк, два деревянных дома, каменный двухэтажный флигель (по проекту 1909 года архитектора Ф. О. Ливчака), хозяйственные строения, двор и сад, занимавший половину территории участка. С северной и восточной стороны сад был обнесён каменной оградой высотой около двух метров, отделанной натуральным резным камнем, и венчавшей её чугунной решёткой с украшением в виде бутонов роз, волют и спиралей. К западу от особняка на столбах из натурального камня были установлены чугунные ворота с вензелем владельца усадьбы и двумя калитками, украшенными растительным орнаментом.
В 1918 году дом семьи Шатровых был реквизирован. Здесь размещались: комиссариат призрения, народная библиотека-читальня. В этом же 1918 году здесь располагался штаб 1-го полка Железной дивизии, в 1919 году — штаб-квартира командующего Восточным фронтом С. С. Каменева, позднее — Симбирский губком РКП(б) и губисполком, затем исполком Ульяновского горсовета. С 1986 года здание занимает Дворец бракосочетания.
На сегодняшний день от прежней усадьбы сохранились главный дом, ограждение с чугунными воротами, калитками и решёткой, часть территории сада.

## Дом инженера Яковлева
Предположительно автором проекта одноэтажного деревянного дома с башенкой, построенного для инженера-механика Яковлева в 1906 году на улице Верхней Набережной (ныне ул. Пролетарская, 43) был архитектор А. А. Шодэ.
В Симбирске во второй половине XIX — начале XX веков часто встречались дома со специальными «приспособлениями» на крышах в виде башенок — «вышек» и беседок, предназначенных для видовых обзоров. На Верхней Набережной таких строений было изрядное количество. В мае 1999 года беседка на крыше была сломана, потом исчезли резные наличники и деревянные украшения с главного фасада, лицевой фасад обложили силикатным кирпичом.

## Работы А. А. Шодэ в филателии
- Марка Почта России, 1998 г. № 443. 350 лет Ульяновску (Дом-памятник Гончарову и Мемориальная беседка).
- ХМК СССР, 1957. Беседка Гончарова.
- ХМК СССР, 1965. Беседка Гончарова.
- ХМК РФ, 2008. 360 лет Ульяновску. Дворец бракосочетания (быв. Дом Н. Я. Шатрова).
- ХМК СССР, 1969 г. Ульяновск. Художественный и краеведческий музеи.
- ХМК СССР, 1975 г. Ульяновск. Здание Художественного и Краеведческого музеев.
- ХМК СССР, 1979. Ульяновск. Здание художественного и краеведческого музеев.
- ХМК СССР, 1984. Ульяновск. Здание художественного и краеведческого музеев.
- КПД РФ, 1998. 350 лет городу Ульяновск.
- ХМК РФ, 2005 г. Ульяновск. Областной краеведческий музей им. И. А. Гончарова.
- ХМК РФ, 2004. Ульяновск. Кирха.
- ХМК СССР, 1991. «Ульяновск. Областной театр кукол».